# Општина Берзунци (Бакау)
Берзунци (рум. Berzunţi) општина је у Румунији у округу Бакау.
Oпштина се налази на надморској висини од 358 m.